# Rodanase
A rodanase (também conhecida como tiossulfato sulfurtransferase) (EC 2.8.1.1), é uma enzima mitocondrial que desintoxica o cianeto (CN−), convertendo-o em tiocianato (SCN−, também conhecido como rodaneto). A enzima catalisa a reação:
- Tiossulfato + cianeto →  sulfito + tiocianato